# Humoresque (film 1920)
Humoresque è un film muto del 1920 diretto da Frank Borzage.
Ad interpretare il ruolo del protagonista (prima bambino e poi adulto) sono due attori allora molto famosi: Bobby Connelly e Gaston Glass. Vera Gordon è la madre.
"Humoresque" è stato il primo film a ricevere la Photoplay Medal of Honor, il primo premio cinematografico, la cui istituzione ha preceduto di nove anni quella degli Academy Awards. I destinatari del premio erano scelti dai due milioni di lettori della rivista Photoplay.
Nel 2015, la Library of Congress di Washington ha selezionato la pellicola per la conservazione nel National Film Registry, tra i film "culturalmente, storicamente o esteticamente significativi".

## Trama
Leon Kantor, nato in povertà nel quartiere ebraico nell'East Side di New York, mostra fin da bambino grande talento musicale. La madre compie ogni sacrificio perché il figlio possa realizzare il suo sogno. Col passare degli anni, il ragazzo è diventato un musicista provetto, ma proprio mentre sta per firmare un contratto importante, è chiamato a combattere nella prima guerra mondiale. Ferito e pronunciato storpio a vita, torna a casa spezzato nel corpo e nello spirito, perdendo interesse in tutto ciò che prima aveva caro. Di nuovo la famiglia viene in suo aiuto; grazie alle cure della madre e all'amore della fidanzata recupera l'uso del braccio e riprende a suonare il violino. 

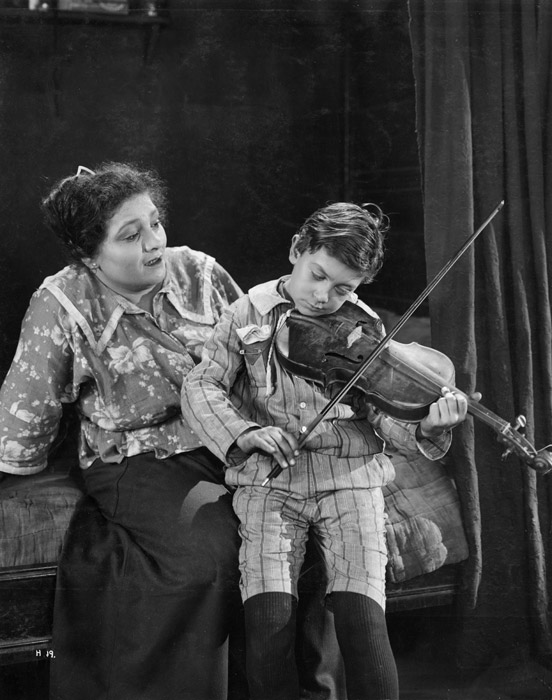
Vera Gordon e il piccolo Bobby Connelly in una scena del film

## Produzione
Il film, girato a New York, fu prodotto negli Stati Uniti da Cosmopolitan Productions e Paramount Pictures.

## Distribuzione
Distribuito da Famous Players-Lasky Corporation e Paramount Pictures, uscì nelle sale cinematografiche statunitensi il 30 maggio 1920 e quindi anche internazionalmente.
Il film è stato sottoposto a restauro da UCLA Film and Television Archive.